# Atractiella solani
Atractiella solani är en svampart som först beskrevs av Cohn & J. Schröt., och fick sitt nu gällande namn av Oberw. & Bandoni 1982. Atractiella solani ingår i släktet Atractiella och familjen Phleogenaceae.   Inga underarter finns listade i Catalogue of Life.